# Georges Mitchell (écrivain)
Pour les articles homonymes, voir Mitchell et George Mitchell.
Georges Charles Marie Joseph Lentz, connu sous le nom de plume Georges Mitchell (né le 11 octobre 1859 à Paris (2e arrondissement) et mort en août 1919 à Auvers-sur-Oise (Seine-et-Oise) est un écrivain français, de la seconde moitié du XIXe siècle et du début du XXe siècle, dramaturge, romancier, scénariste et librettiste, qui a également collaboré à de nombreux périodiques.

## Biographie
Fils de Charles Louis Joseph Lentz, commerçant belge originaire de Liège et de Georgina de Alcain Mitchel, née à Bayonne, Georges Lentz effectue des études d'ingénieur à l'École centrale, dont il sort diplômé en 1882.
Ce n'est qu'une dizaine d'années plus tard qu'il entame une carrière d'auteur dramatique avec L'Affaire Moncel (1894), créée à la Comédie-Parisienne (Théâtre des lettres), le 14 juin 1894. Parmi ses autres pièces, on peut citer : l'Amour quand même (1899) écrite en collaboration avec Maurice Vaucaire, créée au théâtre de l'Odéon, le 3 mai 1899, La Maison (1901), créée au théâtre de l'Odéon, le 27 novembre 1901, Sans mère (1902), créée au théâtre de l'Ambigu, L'Absent (1903), créée au théâtre de l'Odéon, le 28 novembre 1903, Aimé des femmes (1911), écrite en collaboration avec Maurice Hennequin, représentée pour la première fois au Théâtre du Palais-Royal, le 2 mai 1911, ou encore Le Compartiment des dames seules (1917), écrite également en collaboration avec Maurice Hennequin, créée au théâtre du Palais-Royal, le 27 novembre 1917.
Georges Mitchell a, en outre, publié de nombreux articles et nouvelles dans les journaux et revues, ainsi que quelques romans.
En 1905, il reçoit le Prix Émile-Augier, décerné par l'Académie française, pour sa pièce L'Absent. Dans une lettre adressée le 15 février 1914 en réponse à Georges Courteline, il écrit : « J'ai écrit « L'Absent » à la SCAG pour la somme jugée une fois pour toutes de 800 francs. L'Absent, qui est en 4 actes, fut joué plus de cent fois à l'Odéon en 1903-1904. »
Georges Mitchell meurt à Auvers-sur-Oise (Seine-et-Oise), en août 1919, à l'âge de 59 ans. Il est inhumé le 13 août 1919 dans le cimetière de cette même commune.

## Œuvres

### Théâtre
- 1894 : L'Affaire Moncel, pièce en 1 acte, créée à la Comédie-Parisienne (Théâtre des lettres), le 14 juin 1894.
- 1895 : Par la vie
- 1895 : P'tit Zize
- 1899 : L'Amour quand même, comédie en un acte en prose, en collaboration avec Maurice Vaucaire, créée au théâtre de l'Odéon, à Paris, le 3 mai 1899.
- 1901 : La Maison, pièce en 3 actes, créée au théâtre de l'Odéon, à Paris, le 27 novembre 1901.
- 1902 : Sans mère, pièce en 5 actes, créée au théâtre de l'Ambigu
- 1903 : L'Absent, pièce en 4 actes, musique de scène de Fernand Le Borne, créée au théâtre de l'Odéon, à Paris, le 28 novembre 1903.
- 1911 : Aimé des femmes, comédie en trois actes, en collaboration avec Maurice Hennequin, représentée pour la première fois au Théâtre du Palais-Royal, à Paris, le 2 mai 1911
- 1911 : Une heure après, je le jure, comédie en un acte, en collaboration avec Maurice Hennequin, représentée pour la première fois au Théâtre des Capucines, à Paris, le 12 octobre 1911, Texte complet
- 1917 : Le Compartiment des dames seules, pièce en trois actes, en collaboration avec Maurice Hennequin, créée au théâtre du Palais-Royal, à Paris, le 27 novembre 1917. Texte complet

### Livrets
- 1899 : L'Angélus, opéra-comique en 1 acte, musique de Casimir Baille, créée à l'Opéra-Comique, à Paris, le 2 mars 1899.
- 1906 : Hans, le joueur de flûte, opéra-comique en 3 actes, en collaboration avec Maurice Vaucaire, musique de Louis Ganne, créé à Monte-Carlo, 14 avril 1906.
- 1916 : la Petite Dactylo, vaudeville-opérette en 3 actes, livret de Maurice Hennequin et Georges Mitchell, musique de H. Maurice Jacquet, créée au théâtre du Gymnase, à Paris, le 21 octobre 1916.

### Romans
- 1908 : Petite sagesse, Société d'éditions littéraires et artistiques - Librairie Paul Ollendorff, Paris, 1908

## Filmographie partielle

### Comme scénariste
- 1909 : Les petits iront à la mer (réalisateur non identifié), avec Harry Baur
- 1911 : Bonaparte et Pichegru - 1804 de Georges Denola

## Adaptations au cinéma
- L'Absent, film muet français réalisé par Albert Capellani, sorti en 1913 ;
- Compartiment de dames seules, film français réalisé par Christian-Jaque, sorti en 1935.

## Récompenses et distinctions
- 1905 : Prix Émile-Augier, pour L'Absent